# ود حامد

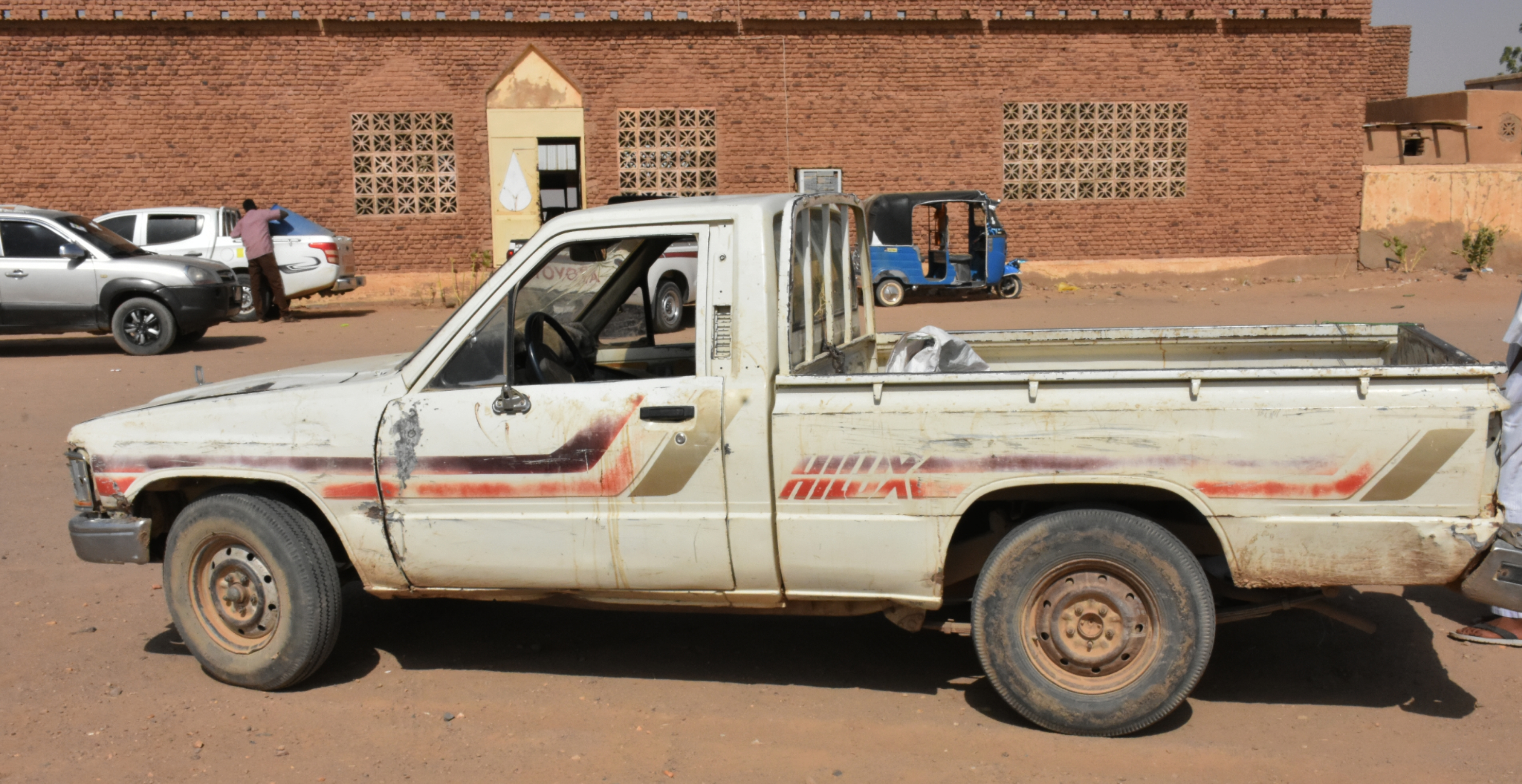
من أمام محكمة ود حامد

ود حامد هي مدينة على النيل تبعد حوالي 100 كيلومتر شمال الخرطوم،السودان معظم سكانها مزارعون.
ود حامد جزء من محافظة المتمة. تعتبر ود حامد مركز لمنطقة كبيرة تتكون من العديد من القرى والجزر:
- حلة الشيخ العباس،
- شبرا،
- حواويت،
- مديسيسة،
- القلعة،
- ،حجر الطير
- ود الحبشي،
- الثورة،
- أمجركي،
- نقزو،
- سلامتو.

تقع ود حامد بالقرب من الشلال السادس للنيل، وينحدر معظم سكانها من عائلة واحدة، وتعاني القرية من شح الخدمات خاصة الصحة واصحاح البيئة.
تضم ود حامد سوقاً للمحاصيل ومحكمة و قسم شرطة وبها مركز كهرباء ومركز اتصالات وفرع للبنك الزراعي.